# NGC 5959
NGC 5959 este o galaxie eliptică situată în constelația Balanța. A fost descoperită în 26 iunie 1886 de către Ormond Stone⁠(d). Se află la o distanță de 103,95 megaparseci de Pământ.